# Districte de Nantua
El Districte de Nantua és un dels quatre districtes del departament francès de l'Ain, a la regió d'Alvèrnia-Roine-Alps. Té 7 cantons i 64 municipis, el cap cantonal és la sotsprefectura de Nantua.

## Cantons
cantó de Bellegarde-sur-Valserine - cantó de Brénod - cantó d'Izernore - cantó de Nantua - cantó d'Oyonnax-Nord - cantó d'Oyonnax-Sud - cantó de Poncin